# Werburga Schaffrath
Werburga Schaffrath (ursprünglich Waltraud Schaffrath; * 6. September 1930 in Wuppertal-Elberfeld; † 27. August 2021 in Barbalha) war eine deutsche Ordensschwester der Missions-Benediktinerinnen von Tutzing, die über 50 Jahre in Brasilien tätig war und in Caruaru das Hilfsprojekt Centro Social São José do Monte leitete.

## Leben
Sr. Werburga ist die Tochter von Paul Heinrich Schaffrath und Maria Anna Klara Schaffrath. Sie entstammt einer einfachen Familie und wuchs zusammen mit neun Geschwistern auf. In der Familie spielte der Glaube eine wichtige Rolle. 1936 zog die Familie nach Werl, wo Waltraud Schaffrath die Grundschule besuchte. 1939 empfing sie die Erstkommunion. Zur gleichen Zeit fand in Werl eine Volksmission statt, bei der ein Film über die Mission in Grönland bei den Eskimos gezeigt wurde. Dabei war Waltraud Schaffrath von dem Engagement der Missionare begeistert und fasste den Entschluss, später selbst eine ähnliche Aufgabe zu übernehmen.
Nach dem Schulabschluss 1951 trat Waltraud Schaffrath als Postulantin ins Kloster Marienfried ein. Zur Einkleidung erhielt sie den Ordensnamen Werburga. Nach dem Noviziat im Mutterhaus Tutzing und der zeitlichen Profess studierte sie an der Julius-Maximilians-Universität Würzburg Zahnmedizin. 1956 legte Schwester Werburga die ewige Profess ab. Anschließend entsandte sie der Orden nach Brasilien.

## Arbeit in Brasilien
1957 kam  Schwester Werburga in Olinda an, wo sie mit dem Erlernen der portugiesischen Sprache begann. Danach schrieb sie sich an der Universität von Recife ein und studierte Naturwissenschaften. Zeitgleich begann sie im College Nossa Senhora do Carmo Religion und naturwissenschaftliche Fächer zu unterrichten. Nach einer kurzen Zeit als Novizenmeisterin in Olinda wurde Schwester Werburga 1969 nach Caruaru gesandt, um dort die Leitung der Schule Sagrado Coração zu übernehmen. Dabei lernte sie die Menschen aus der am Berg Bom Jesus angesiedelten Favela und deren Notlagen kennen. Dort arbeiteten bereits einige Schwestern, die sich in ihrem Aufgabengebiet zunächst auf die religiöse Betreuung der Bewohner beschränkten. Der Mangel an weiterer Versorgung war jedoch deutlich, so dass 1969, anfangs noch stark von Misereor unterstützt, das Centro Social gegründet wurde. Zum Religionsunterricht kamen der Betrieb einer Schreinerei, Handarbeiten, Nähen, Lederverarbeitung und Kurse für werdende Mütter. Eine wesentliche Rolle spielte dabei der Wunsch, die Berufschancen der Kinder aus der Favela zu verbessern. In der Folge kam ein Kindergarten hinzu und die Arbeit mit alten Menschen wurde aufgenommen. Die Arbeit des Centro Social richtet sich immer wieder am Bedarf aus.
Die Finanzierung des Centros hängt zum großen Teil von Spenden aus Deutschland durch den Förderverein Centro Social Caruaru e. V. ab. Hinzu kommen öffentliche Mittel der Stadt Caruaru und weitere Spender.
Im Laufe der Jahre hat sich unter der Leitung von Schwester Werburga ein Hilfsnetzwerk entwickelt, das aus mehreren Einrichtungen besteht. Zum Centro Social São José do Monte gehören heute das Casa Henrique (Zentrum für Physiotherapie und Gesundheitspflege), die Casa São Placido (Jugendzentrum für 180 Kinder), ein Kindergarten, in dem täglich 130 Kinder betreut werden, und das Projekt Oasis für an das Centro angegliederte Familien, die Pflegekinder bei sich aufnehmen.
Werburga Schaffrath wurde 1990 zur Ehrenbürgerin von Caruaru ernannt.